# برونو روزيتي
برونو روزيتي (مواليد 5 يناير\كانون الثاني 1988) هو مجدّف إيطالي. فاز بالميدالية البرونزية في منافسات الزورق الرباعي بدون دفة للرجال في الألعاب الأولمبية الصيفية 2020 وفاز بميداليتين فضية وبرونزية في بطولة العالم للتجديف

## الإنجازات
| السنة | المنافسة                  | موقع المنافسة | المركز | الفعالية       | الزمن                                              |
| ----- | ------------------------- | ------------- | ------ | -------------- | -------------------------------------------------- |
| 2017  | بطولة العالم للتجديف 2017 | ساراسوتا      | الثالث | ثمانية         | بطولة العالم للتجديف 2017 – ثمان أشخاص - 5:43.01   |
| 2018  | بطولة العالم للتجديف 2018 | بلوفديف       | الثاني | رباعي بدون دفة | بطولة العالم للتجديف 2018\رباعي بدون دفة - 5:44.99 |